# Llengua xiulada d'Aas

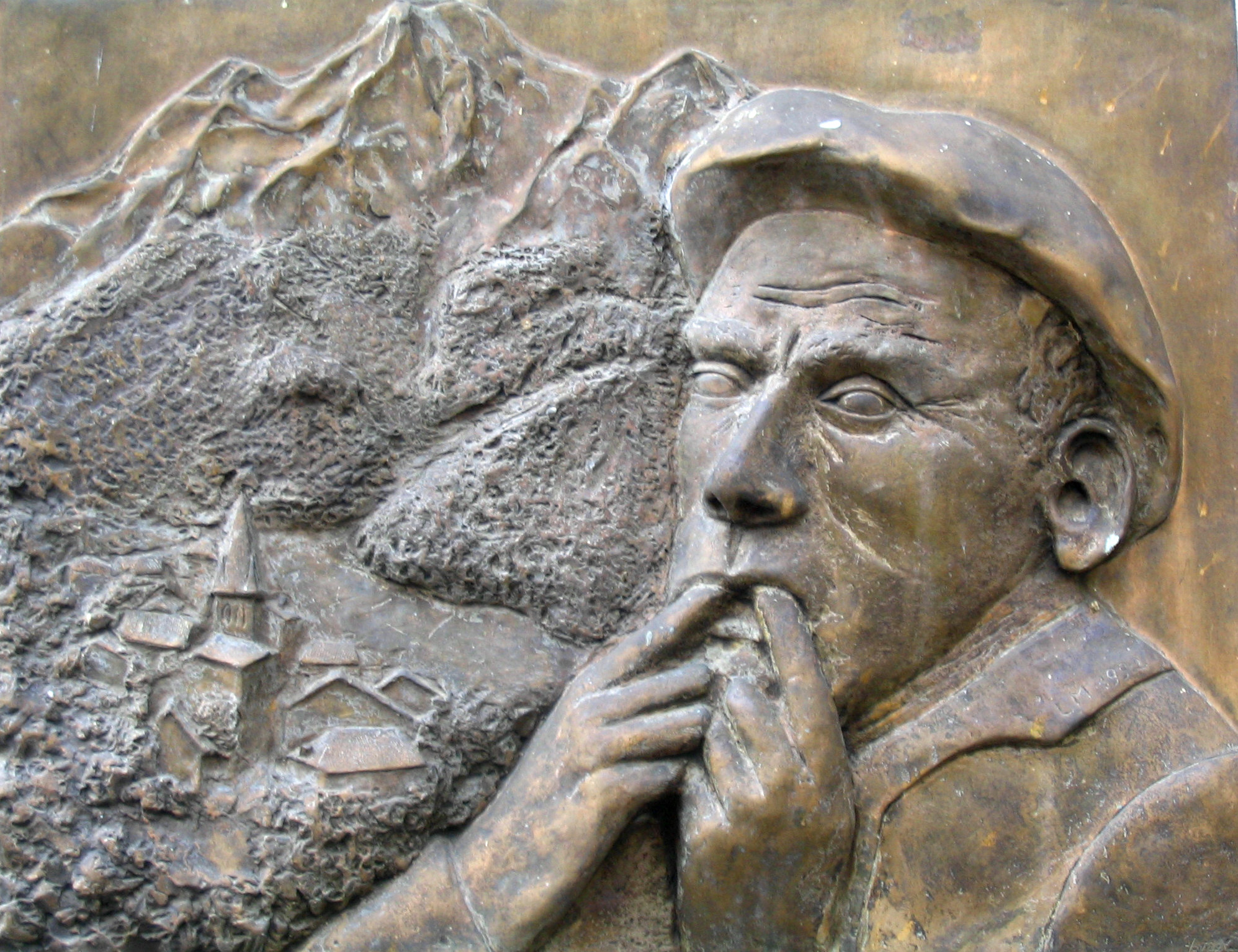
Placa commemorativa als xiuladors en l'església d'Aas

La llengua xiulada d'Aas (en occità gascó, lengatge shiulat d'Aas) és una versió xiulada del bearnès de muntanya, variant del gascó, un sistema de comunicació propi de la vila d'Aas al municipi d'Aigas Bonas (Pirineus Atlàntics). És una llengua extinta. A partir del 1930 va perdre vitalitat amb la industrialització de la regió i l'èxode rural. L'últim xiulador va morir el 1999.

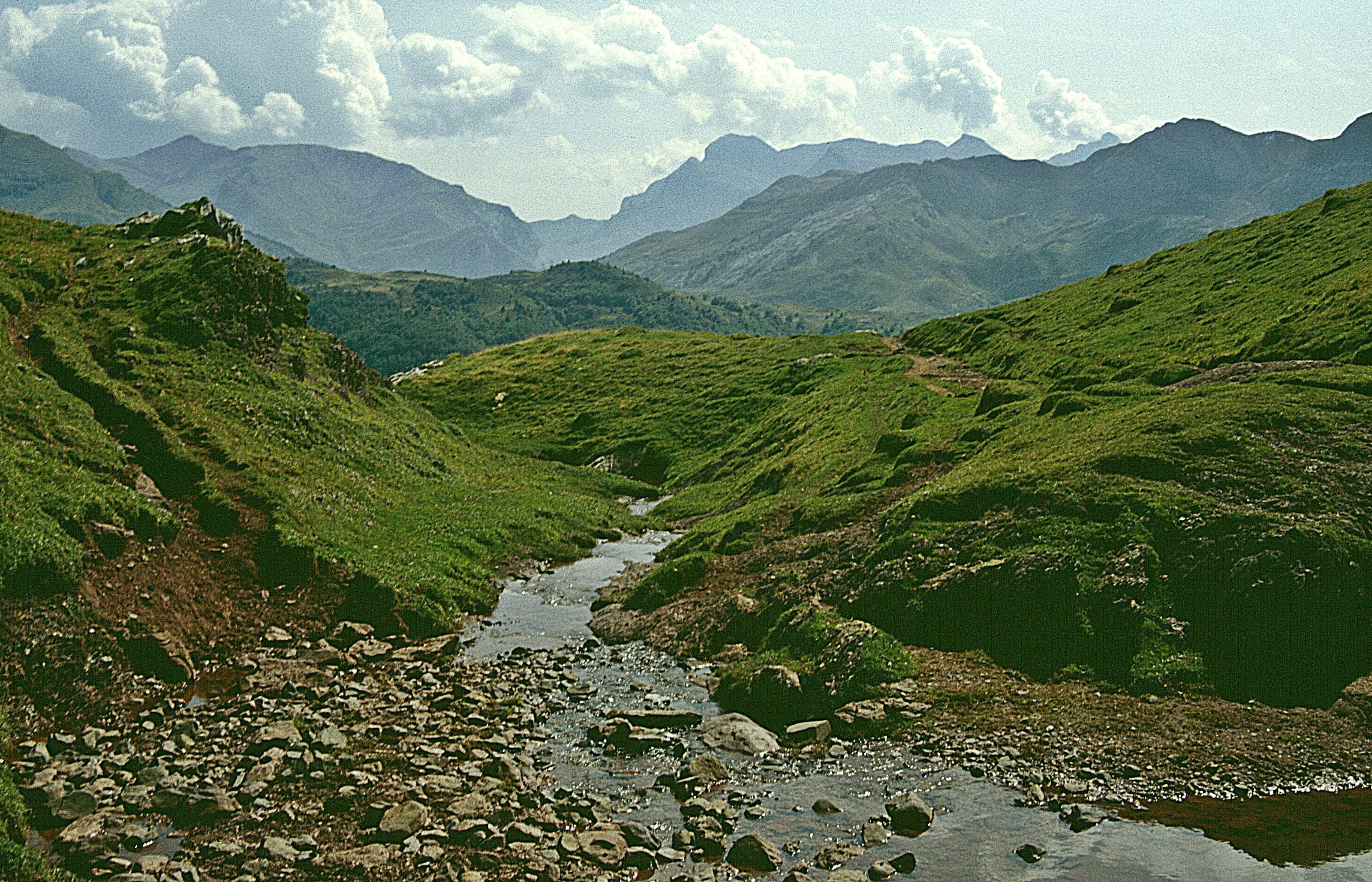
Vall d'Aspa

La topografia i l'aïllament de les valls d'Aussau i d'Aspa fan afavorir-ne el desenvolupament; les valls fan de propagadors d'ones dels senyals xiulats. Els pastors pujaven a l'estiu a les pastures de muntanya i es mantenien en contacte uns amb els altres amb xiulets, així com transmetre les notícies de la vila. Curiosament, cap altra vila de la regió feia servir xiulets i fins i tot desconeixien la seva existència fins que es va començar a estudiar-la en la dècada del 1960.
Els senyals xiulats segueixen un sistema sintàctic anàleg a la llengua parlada del bearnès. La llengua xiulada d'Aas es caracteritza per l'entonació de les vocals accentuades. Les vocals no accentuades són xiulades a freqüències diferents, en ordre decreixent: i, e, a, u, o. La e sovint es realitza com una i. Per contra, les vocals accentuades destaquen per l'alta amplitud, un augment en la freqüència i per una durada més llarga que la vocal equivalent no accentuada. Les consonants són xiulades com el xiulet gomerenc amb una modulació que depèn de la vocal de la síl·laba.
| \| i u e o a \| |
| i u e o a       |